# 症状固定
症状固定（しょうじょうこてい）とは「治療を続けてもこれ以上治癒することがない時点」を示す用語とされるが、学術的な定義はない。

## 解説
この用語は主に損害保険会社や民事事件を扱う裁判所や調停などで使用されるが、法律用語ではない。
また医学用語でもないため、頸損や脊椎を交通事故で損傷後、リハビリテーションを続けている患者に対してこの言葉を言う医師は困惑するのが一般的である。
多くの場合、損保保険会社が交通事故被害者などにこの用語を使用して、治療費の打ち切りをしてくることが多い。この言葉の定義が曖昧であることに加えて、損保保険会社も正しく説明することなく、不合理かつ不条理な損保会社の一方的な主張となっているのが現実である。
多くの被害者は通常の生活を奪われている場合も少なくなく、治療中で精神的に負担を強いられている中で判断力が衰えていることもあり、むしろそれを狙って治療費の支払いを減らす目的のために、この用語を使用する。
弁護士、裁判所もこの用語を使用しているとされる。
このような状況に乗じて、損保の対応は悪行が増長している。国民健康保険法では交通事故の治療費は加害者側に請求すると定めているが、損保業界では症状固定後は治療費を支払わないのが慣例となっている。請求できないまま公費負担を強いられているのが実情である。